# Le Mans Hypercar

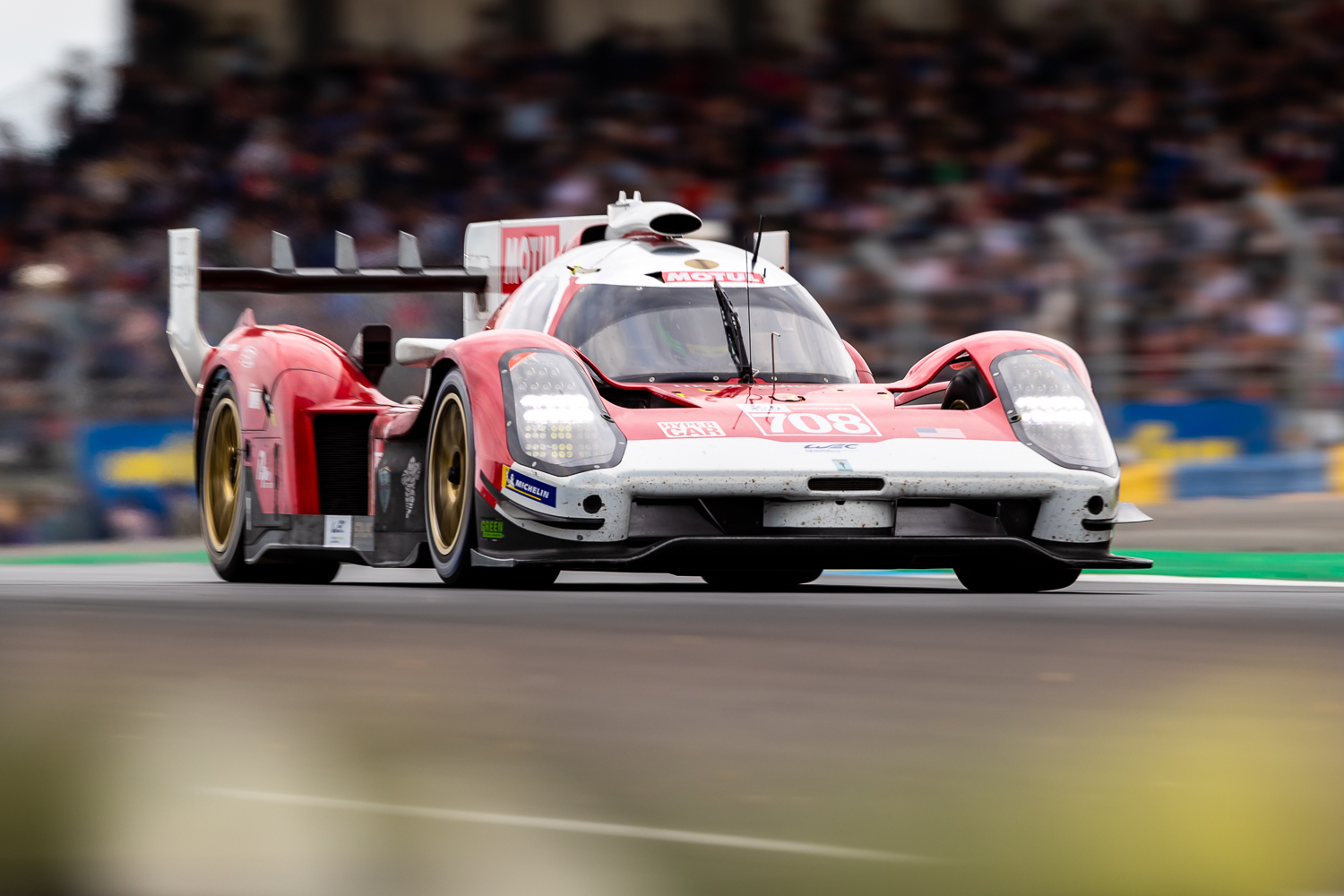
Scuderia Cameron Glickenhaus hypercar debuterade i FIA World Endurance Championship 2021.

Le Mans Hypercar är en sportvagnsklassning som ersätter den äldre LMP1-klassen i FIA World Endurance Championship från säsongen 2021. Klassen är öppen både för rena sportvagnsprototyper och för tävlingsversioner av befintliga hyperbilar. Bilklassen regleras av Automobile Club de l'Ouest (ACO) och Fédération Internationale de l'Automobile (FIA).

## LMH
Efter att skenande kostnader fått tillverkare som Audi och Porsche att lämna sportvagnsracingens högsta klass i slutet av 2010-talet beslutade ACO och FIA ta fram ett nytt regelverk. Tillverkarna kan välja att ta fram en helt ny tävlingsmotor eller basera denna på en befintlig motor. Enda kravet är att man använder en fyrtakts bensinmotor. Hybridsystem är frivilligt. Ett KERS-paket med en maximal toppeffekt på 200 kW får användas på framaxeln.

### Restriktioner
| Max längd        | 5000 mm    |
| Max bredd        | 2000 mm    |
| Max hjulbas      | 3150 mm    |
| Min frontarea    | 1.6 m2     |
| Min vikt         | 1030 kg    |
| Min motorvikt    | 165 kg     |
| Cylindervolym    | Obegränsad |
| Max motoreffekt  | 500 kW     |
| Max hjuldiameter | 710 mm     |
| Max hjulbredd    | 380 mm     |

## LMDh
Le Mans Daytona h (förkortat LMDh) ersätter Daytona Prototype International som högsta klass i IMSA:s Weathertech Sportscar Championship till säsongen 2023.Bilarna kommer även kunna delta i Le Mans 24-timmars och FIA World Endurance Championship.  Deltagande biltillverkare köper ett chassi från en av fyra leverantörer: Dallara, Ligier, Multimatic eller Oreca. Ett standardiserat hybridsystem är obligatoriskt. Maximal toppeffekt tillsammans med förbränningsmotorn är 500 kW.